# Довгоногий батечко (роман)
«Довгоногий батечко» (англ. Daddy-Long-Legs) — епістолярний роман, написаний 1912 року американською письменницею Джин Вебстер. Головним героєм є молода дівчина на ім'я Джеруша «Джуді» Еббот упродовж її студентських років. Вона пише листи до свого благодійника, багатої людини, якого вона ніколи не бачила.

## Сюжет
Джеруша Еббот зросла в «Джон Грір», старомодному дитячому будинку. Діти повністю залежали від благодійності і мали носити чужий одяг на викид. Незвичайне ім'я Джеруша було обрано матроном з надгробку (вона ненавидить його і використовує «Джуді», а), а її прізвище було обране з телефонної книги. У віці 18 років, вона закінчила свою освіту і будучи вільною, як і раніше працювала в гуртожитку установи, де вона виховувалася.
Одного разу, після щомісячного візиту піклувальників притулку, суворий матрон притулку повідомив Джуді про те, що один з опікунів запропонував оплатити її навчання в коледжі. Він говорив з її колишніми вчителями і думає, що вона має потенціал, щоб стати відмінним письменником. Він буде платити за її навчання, а також давати їй щедру щомісячну допомогу. Джуді повинна писати йому листи щомісяця, тому що він вважає, що написання листів має важливе значення у розвитку письменника. Тим не менш, вона ніколи не дізнається ким він є насправді, вона повинна була надсилати на листи містеру Джону Сміту, який ніколи не відповідав би.
Джеруша краєм ока побачила свого опікуна зі спини, і помітила, що він це високий довгоногий чоловік. Через це, вона жартома називає його довгоногим татусем. Вона вступила до «коледжу для дівчат», але ім'я та розташування його так і не виявлено. Чоловіки з Принстонського університету часто згадується як дати, так що можна припустити, що її коледж є одним з Семи сестер, що знаходиться на Східному узбережжі. Джуді ілюструє свої листи дитячими малюнками, також створеними Джин Вебстер.
У книзі відзначене освітнє, особисте і соціальне зростання Джеруши. Одна з перших речей, які вона робить у коледжі — змінює своє ім'я на «Джуді». Вона розробляє строгу програму читання для себе і з усіх сил, намагається отримати основні культурні знання, які їй, через зростання у похмурому середовищі дитячого будинку, ніколи не давались.
В кінці книги, особа «Довгоногого татуся» розкривається.

## Присвята
Присвята книги виглядає так — «Для Вас». Сьогодні ця книга часто класифікуються як підліткова література або навіть дитяча, але в той час це було частиною тенденції «дівчача» чи книга для «студентки», які показували боротьбу молодих героїнь з проблемами, що чекають на них після закінчення школи: коледж, кар'єра, шлюб. Ці книги передували сучасному погляду на підлітковий вік. Іншими авторами, які писали в цьому стилі є Люсі Мод Монтгомері і Луїза Мей Олкотт.

## Теми
Теми цієї книги відображають інтереси на Вебстер в галузі соціальної роботи та надання жінкам права голосу. Деякі вчені критикують «Довгоногого дядечка» як «анти-феміністська казка», в той час як інші стверджували, що Джуді показує зростаючу незалежність, в тому числі збільшення непокори опікуну та його бажанням, та й дійсно успіхи у вихованні Довгоногого татуся в тому, що він не може її контролювати, і що його соціалізм має перейти від академічного до реального життя.

## Адаптації
- 1919 — «Довгоногий батечко», американський німий фільм Маршалла Нілана. У головних ролях Мері Пікфорд, Малон Гамільтон та Мілла Девенпорт.
- 1931 — «Довгоногий батечко», американський фільм Альфреда Сантелла. У головних ролях Джанет Гейнор і Ворнер Бакстер.
- 1938 — «Довгоногий батечко», нідерландський фільм Фредеріка Целніка. У головних ролях Лілі Боувмеєстер і Пол Сторм.
- 1955 — «Довгоногий батечко», американський музичний фільм Жана Негулеско. У головних ролях Леслі Карон і Фред Астер.
- 1990 — «Довгоногий батечко», японський аніме-серіал, створений студією Nippon Animation у рамках циклу «Кінотеатр світових шедеврів».